# Can't Get You Out of My Head
Singles de Kylie Minogue
Butterfly
(2001) In Your Eyes
(2002)
Pistes de Fever
Love at First Sight Fever
Can't Get You Out of My Head est une chanson de Kylie Minogue sortie en 2001, incluse dans son huitième album Fever. Elle a été écrite et produite par Cathy Dennis et Rob Davis. Classée numéro un dans 40 pays, elle est souvent considérée comme la chanson phare de la chanteuse. Il s'agit de son single le plus vendu. Elle est considérée comme la chanson la plus écoutée de la décennie 2000 au Royaume-Uni. 
Elle est reprise en 2013 par la chanteuse japonaise Ami Suzuki sur son album Snow Ring.
Des éléments de la chanson seront repris pour le titre On Oublie le Reste qui sort en 2019 sur la réédition de l'album Nouvelle Page (duo). 
La chanson sera également remixée par Peggi You en 2022, à l'occasion d'un partenariat avec la marque de glaces Magnum.

## Classements
| Classement (2001)                       | Meilleure position |
| --------------------------------------- | ------------------ |
| Allemagne (Media Control AG)            | 1                  |
| Australie (ARIA)                        | 1                  |
| Autriche (Ö3 Austria Top 40)            | 1                  |
| Belgique (Flandre Ultratop 50 Singles)  | 1                  |
| Belgique (Wallonie Ultratop 50 Singles) | 1                  |
| Canada (Hot 100)                        | 1                  |
| Danemark (Tracklisten)                  | 1                  |
| Espagne (PROMUSICAE)                    | 1                  |
| États-Unis (Hot 100)                    | 7                  |
| France (SNEP)                           | 1                  |
| Italie (FIMI)                           | 1                  |
| Norvège (VG-lista)                      | 1                  |
| Nouvelle-Zélande (RMNZ)                 | 1                  |
| Pays-Bas (Nederlandse Top 40)           | 1                  |
| Portugal (AFP)                          | 1                  |
| Suède (Sverigetopplistan)               | 1                  |
| Suisse (Schweizer Hitparade)            | 1                  |

## Certifications
| Pays                      | Certification | Vente     |
| ------------------------- | ------------- | --------- |
| Allemagne (BMVI)          | Platine       | 500 000   |
| Australie (ARIA)          | 3 × Platine   | 210 000   |
| Autriche (IFPI Austria)   | Platine       | 30 000    |
| Belgique (BEA)            | 2 × Platine   | 100 000   |
| États-Unis (RIAA)         | Or            | 500 000   |
| France (SNEP)             | Platine       | 500 000   |
| Grèce (IFPI Greece)       | Platine       | 20 000    |
| Norvège (IFPI Norvège)    | Platine       | 10 000    |
| Nouvelle-Zélande (RIANZ)  | Or            | 7 500     |
| Pays-Bas (NVPI)           | Platine       | 60 000    |
| Royaume-Uni (BPI)         | Platine       | 1 087 000 |
| Suède (GLF)               | Platine       | 30 000    |
| Suisse (IFPI Switzerland) | Platine       | 40 000    |